# Ripari
Ripari - Buzzi era una nobile famiglia cremonese.

## Storia
Il nome “Ripari” pare derivare dalla denominazione della tassa che l'imperatore Carlo Magno aveva concesso al vescovo di Cremona, il cosiddetto ripatico del Po. Il ripatico era la tassa di approdo lungo le sponde cremonesi del Po riscossa fin dal 1032 dalla famiglia Ripari su infeudazione dell'allora vescovo Ubaldo, giusto messaggio Monumenta Ecclesiae Cremonensis. Il feudo, comprendente i territori connessi a questo privilegio era detto Tolomeo.
La nobile famiglia vanta tra i suoi elementi di spicco:
- Conti
- Decurioni
- Giureconsulti
- Giureperti
- Coppieri del Papa Pio V
- Canonici regolari della Congregazione del Santissimo Salvatore lateranense

## Membri illustri
- Pietro Ripari (1802-1885), medico e patriota
- Colombino Ripari (1495/1500-1570), Abate di San Pietro al Po per oltre trent'anni (ma anche, per due volte, priore di San Vito a Mantova e di San Giovanni in Monte a Bologna), Rettore generale dei Canonici regolari lateranensi per ben tre volte e per sei Visitatore.
- Fiorenzo Buzzi  (Fiorenzuola d'Arda 1868 - Cremona 1910), ufficiale del Corpo dei Dragoni.
- Sébastien Ripari esperto gastronomico globale